# Торичела (Терамо)
Торичела (итал. Torricella Sicura) је насеље у Италији у округу Терамо, региону Абруцо.
Према процени из 2011. у насељу је живело 1046 становника. Насеље се налази на надморској висини од 444 м.

## Становништво
Према резултатима пописа становништва 2011. у општини је живело 2.670 становника.
| 1931. | 1936. | 1951. | 1961. | 1971. | 1981. | 1991. | 2001. | 2011. |
| ----- | ----- | ----- | ----- | ----- | ----- | ----- | ----- | ----- |
| 3.897 | 3.975 | 4.133 | 3.700 | 3.100 | 2.676 | 2.645 | 2.692 | 2.670 |